# Ветер (ракетный комплекс)

РПК-7 «Ветер» (по кодификации НАТО: SS-N-16 «Stallion» — «Жеребец») — советский противолодочный ракетный комплекс подводного старта с ядерными боеголовками, предназначенный для использования из 650-мм торпедных аппаратов подводных лодок против быстроходных подводных лодок противника с заранее известными координатами. Комплекс позволяет подвсплывшей на глубину до 100 м подводной лодке, не изменяя курса, атаковать подводную цель, идущую с большой скоростью на глубине до 400 м, которая не подозревает об атаке до тех пор, пока боевая часть ракеты не войдёт в воду, в связи с чем запас времени на уклонение цели от атаки сокращается до минимума.

## Разработка
Разработку ПРК-7 осуществляло СМКБ «Новатор» под руководством главного конструктора Л. В. Люльева.
Система инерциального управления ракетой разрабатывалось в НИИ Приборостроения (НИИП) под руководством главного конструктора — А. С. Абрамова.
В 1984 году комплекс был принят на вооружение ВМФ СССР.
В 1989 году, по договорённости с США, все средства поражения, укомплектованные ядерными боеголовками (кроме межконтинентальных баллистических ракет) были с кораблей демонтированы.

## Конструкция
Комплекс РПК-7 включал пусковую установку (ПУ), ракету-носитель класса «вода-воздух-вода» с отделяющейся боевой частью и прибор управления стрельбой.
- ПУ комплекса представляет собой 650-мм торпедный аппарат подводной лодки;
- Ракета-носитель класса «вода-воздух-вода» одноступенчатая двухрежимная твердотопливная неуправляемая, с отделяющейся в конечной точке полёта БЧ с СБЧ. Имелись противолодочные ракеты типов 86Р и 88Р;
- Прибор управления стрельбой (ПУТС[уточнить]) представлял собой комплекс электронных блоков и механических устройств, которые обеспечивали приём целеуказания, определение параметров движения цели и своего корабля, заряжание, ввод полётного задания и проведение пуска.

## Технические характеристики
- длина  11000 мм[1]
- Диаметр 650 мм[1]
- Масса боевой части[уточнить]5500 кг[1]
- Управление ракеты — инерциальное
- Двигатель РДТТ 2-режима
- Глубина старта до 100 м, глубина поражения до 400 м
- Дальность полёта до 100 км[1]
- Скорость полёта сверхзвуковая[3]

## Принцип действия
Перед выстрелом из торпедного аппарата ПЛ в ракету-носитель вводятся, с помощью специального разъёма, полётные данные до ПЛ-цели, которые определяются с упреждением вычислительной машиной ПУТС по данным полученным от гидроакустических средств и навигационной системы своего корабля или через ретрансляцию гидроакустических средств других кораблей и авиации, а также с ИСЗ. Команда «пуск» подаётся офицером, управляющим стрельбой, когда он убедится, что вычислительная машина прибора управления стрельбой выдала все необходимые исходные данные.
После выхода ракеты-носителя из торпедного аппарата, на безопасном расстоянии, запускается стартовый режим универсального твердотопливного двигателя, работающий половину времени в воде и половину времени в воздухе. Затем ракета-носитель выводится на активный участок полёта, под управлением инерциальной системы, с помощью маршевого режима и в последующем переходит на баллистическую траекторию со сверхзвуковой скоростью.
В расчётной точке боевая часть с ядерным зарядом отделяется от носителя и погружается в воду до заданной глубины, после чего происходит его подрыв и поражение ПЛ-цели, на большой дистанции от эпицентра взрыва.

## Модификации
- 88Р — базовая модель, на вооружении с 1984 года.
- 100РУ — управляемая в полёте модель ракеты-носителя с новой электронной аппаратурой, современным гравитационным управляемым снарядом с комбинированным взрывателем (предположительно).